# CISPR 15
CISPR 15 és una normativa internacional sobre compatibilitat electromagnètica creada per l'organisme CISPR. Aplica a equipaments d'enllumenat i similars. El subjecte de la norma són les interferències radioelèctriques, concretament els mètodes i límits de les mesures a realitzar.

## Àmbit d'aplicació
Aplica a equipaments d'enllumenat i similars (per exemple: llumaneres d'il·luminació domèstica i fanals d'il·luminació pública)

## Límits de pertorbacions conduïdes d'assaig
Límits de les pertorbacions conduïdes en les bornes d'alimentació:
| Banda de freqüència | Valor Quasi-cresta | Valor mig       |
| 9 a 50 KHz          | 110 dB (uV)        | -               |
| 50 a 150 KHz        | 90 a 80 dB (uV)    | -               |
| 0,15 a 0,5 MHz      | 66 a 56 dB (uV)    | 56 a 46 dB (uV) |
| 0,5 a 5 MHz         | 56 dB (uV)         | 46 dB (uV)      |
| 5 a 30 MHz          | 60 dB (uV)         | 50 dB (uV)      |

Límits de les pertorbacions conduïdes en els bornes de càrrega:
| Banda de freqüència | Valor tensió Quasi-cresta | Valor tensió mig |
| 0,15 a 0,5 MHz      | 80 dB (uV)                | 70 dB (uV)       |
| 0,50 a 30 MHz       | 74 dB (uV)                | 64 dB (uV)       |

Límits de les pertorbacions conduïdes en els bornes de control:
| Banda de freqüència | Valor tensió Quasi-cresta | Valor tensió mig |
| 0,15 a 0,5 MHz      | 84 a 74 dB (uV)           | 74 a 64 dB (uV)  |
| 0,50 a 30 MHz       | 74 dB (uV)                | 64 dB (uV)       |

## Límits de pertorbacions radiades d'assaig
Límits de les pertorbacions radiades de 9 KHz a 30 MHz :
| Banda de freqüència | a 2 m        | a 3 m        | a 4 m        |
| 9 a 70 KHz          | 88 uA/m      | 81 uA/m      | 75 uA/m      |
| 70 a 150 KHz        | 88 a 58 uA/m | 81 a 51 uA/m | 75 a 45 uA/m |
| 0,15 a 3 MHz        | 58 a 22 uA/m | 51 a 15 uA/m | 45 a 9 uA/m  |
| 3 a 30 MHz          | 22 uA/m      | 15 a 16 uA/m | 9 a 12 uA/m  |

Límits de les pertorbacions radiades de 30 KHz a 300MHz :
| Banda de freqüència | a 10 m  |
| 30 a 230 MHz        | 30 uV/m |
| 230 a 300 MHz       | 37 uV/m |